# Левянт, Борис Владимирович
Бори́с Влади́мирович Левя́нт (род. 02 октября 1955, Москва, РСФСР, СССР) — российский архитектор, лауреат международных архитектурных премий. Президент Московской палаты архитекторов, член Московского союза архитекторов (с 1985 г.), профессор Международной Академии Архитектуры, глава Московской Палаты архитекторов, почётный член Российской академии художеств. Старший архитектор НИиПИ Генерального плана г. Москвы (1979—1987 гг.); главный архитектор Совместного Советско-Американского предприятия «Диалог» (1987—1991 гг.); главный архитектор, генеральный директор архитектурного бюро ABD architects (1991 — н. вр.). Член-корреспондент РААСН.

## Биография
Борис Левянт родился 2 октября 1955 года в Москве. Отец, Левянт Владимир Борисович — академик РАН, специалист по разработке стандартов сейсморазведки для поиска нефти. Мать, Жарн Зора Иосифовна — геофизик. Решение стать архитектором подсказала встреча со знакомыми родителей, московскими архитекторами, которые работали с Платоновым Юрием Павловичем.
 Они рассказывали про конкурс на Дворец Президиума Академии наук, рассказ меня настолько заворожил, что классе в седьмом я принял решение: в эту интересную жизнь я буду стремиться попасть.
Выпускник МАРХИ 1979 года (кафедра Жилых Общественных Помещений и кафедра Интерьера). Профессиональную деятельность начинал в НИиПИ генерального плана города Москвы, где проработал 8 лет в отделе перспективных строительных исследований под руководством Гутнова Алексея Эльбрусовича вместе с Владимиром Юдинцевым и Александром Скоканом (1979—1987). Занимался системами транспортно-коммуникационных узлов, будущих ТПУ. После смерти руководителя отдела Борис Левянт ушёл из госструктур в частные компании. В 1987 году занял должность главного архитектора совместного советско-американского предприятия «Диалог», в рамках которого группа архитекторов впоследствии трансформировалась в самостоятельную компанию «Архитектурное Бюро Диалог», зарегистрированную в 1991 году как архитектурная компания ABD architects, должность генерального директора в которой он занимает до сих пор.
Опыт сотрудничества с рядом западных архитекторов и инженеров, знание европейской традиции сформировали стиль и почерк Бориса Левянта. Архитектор убеждён, что архитектура должна оцениваться с позиции качества, рациональности, масштаба, лаконичности и соответствия современности. Бюро, возглавляемое Левяном, проектирует объекты коммерческой недвижимости: офисные здания, торговые комплексы, гостиницы, объекты здравоохранения, а также градостроительные объекты.

## Основные постройки
- 2004 г. — Многофункциональное здание с выставочным комплексом «Мерседес-Бенц Плаза», Ленинградский пр-т, Москва[6].
- 2004 г. — Торговый центр «5 авеню» по ул. Маршала Бирюзова, Москва[7].
- 2005 г. — Торгово-развлекательный комплекс «Рио» по ул. Б. Черемушкинская, Москва.
- 2005 г. — Многофункциональный торговый комплекс «ЕвроПарк», Рублевское ш., Москва[8].
- 2006 г. — Бизнес-парк «Крылатские холмы» по ул. Крылатская, Москва[9].
- 2009 г. — Бизнес-парк «Западные ворота» по ул. Беловежская, Москва[10].
- 2009 г. — Коммерческий деловой центр «Белая площадь» по ул. Лесная, Москва[11].
- 2009 г. — Многофункциональный торгово-развлекательный комплекс и бизнес-парк «Метрополис», Ленинградское ш., Москва[12].
- 2009 г. — Многофункциональный комплекс «Принципал плаза», пр-т 60-летия Октября, Москва[13].
- 2012 г. — Клиника «ЕМС», по ул. Щепкина. Москва[14].
- 2013 г. — Торгово-развлекательный комплекс «Галерея Краснодар 2» на пересечении улиц Северная и Красная, Краснодар.
- 2014 г. — Многофункциональный торгово-развлекательный центр «Гудзон», Каширское ш., Москва.
- 2015 г. — Многофункциональный торгово-офисный комплекс «ICUBE», Нахимовский пр-т, Москва[15].
- 2016 г. — Офисный центр «Крылатские холмы 5-й корпус» по ул. Крылатская, Москва.
- 2019 г. — Научно-технический центр ТМК в Сколково
- 2020 г. — Многофункциональный ветеринарный центр МО, Одинцовский городской округ,
- 2021 г. — Апарт-отель Hill8, Проспекте мира, г. Москва
- 2022 г. — ТПУ Технопарк, Москва

## Выставки
- 2007 г. — Международный форум коммерческой недвижимости MIPIM-2007, Канны, Франция.
- 2008 г. — Русский павильон La Biennale di Venezia 2008, Венеция, Италия.
- 2008 г. — Международный форум коммерческой недвижимости MIPIM-2008, Канны, Франция.
- 2009 г. — «АрхиМаркет» в рамках XII всемирного архитектурного форума INTERARCH-09, София, Болгария.
- 2009 г. — Международный форум коммерческой недвижимости MIPIM-2009, Канны, Франция.
- 2010 г. — Международный форум коммерческой недвижимости MIPIM-2010, Канны, Франция.
- 2011 г. — Международный форум коммерческой недвижимости MIPIM-2011, Канны, Франция.
- 2012 г. — Международный форум коммерческой недвижимости MIPIM-2012, Канны, Франция.
- 2013 г. — Международный форум коммерческой недвижимости MIPIM-2013, Канны, Франция.
- 2014 г. — Международный форум коммерческой недвижимости MIPIM-2014, Канны, Франция[16].

## Конкурсы
- 2000 г. — Лауреат смотра-конкурса московской архитектуры, Москва, Россия.
- 2001 г. — Номинант смотра конкурса Союза московских архитекторов «Золотое сечение — 2001» в разделе «лучший проект», Москва, Россия.
- 2004 г. — Лауреат заказного конкурса на жилой комплекс, Москва, Россия.
- 2006 г. — Бизнес парк «Крылатские холмы» по ул. Крылатская, Москва — Лауреат премии Commercial Real Estate Awards 2006 в категории «Бизнес Центр Класса А»[17].
- 2006 г. — Торгово-Развлекательный Комплекс «Рио» по ул. Б. Черемушкинская, Москва — Номинант премии Commercial Real Estate Awards 2006.
- 2007 г. — Лауреат заказного конкурса на высотное здание, Новосибирск, Россия.
- 2009 г. — Дипломант архитектурно-строительной премии «Дом года-2009», Москва, Россия.
- 2009 г. — Дипломант международного конкурса «Офисное пространство: креатив, технологии, инновации», Москва, Россия.
- 2009 г. — Многофункциональный торгово-развлекательный комплекс и бизнес-парк «Метрополис», Ленинградское шоссе, Москва — Лауреат премии Commercial Real Estate Awards 2009 в категории «Многофункциональная недвижимость»[18].
- 2009 г. — Лауреат премии Commercial Real Estate Moscow Awards 2009 в номинации «Архитектурная компания года».
- 2009 г. — Реконструкция офисного здания по ул. Гиляровского, Москва — Участник конкурса «Золотое сечение — 2009».
- 2009 г. — Концепция Жилого Комплекса «Микрорайоны 32, 33», Липецк — Участник конкурса «Золотое сечение — 2009».
- 2009 г. — Дипломант XIII Межрегионального фестиваля архитектуры и дизайна «Золотая капитель-2009» за концепцию развития особой экономической зоны технико-внедренческого типа «ОЭЗ Томск».
- 2010 г. — Коммерческий деловой центр «Белая площадь» на ул. Лесная, Москва — Лауреат премии Commercial Real Estate Moscow Awards 2010 в категории «Бизнес-Центр Класса А»[19].

## Награды и звания
- Член Московского союза архитекторов
- Член Московского архитектурного общества
- Член-корреспондент Московского отделения Международной академии архитектуры
- Профессор Международной академии архитектуры
- Советник Российской Академии Архитектуры и Строительных наук
- Персона года Best Office Awards 2017[20]
- Член ULI (the Urban Land Institute)
- Знак «Золотое сечение» за вклад в развитие профессии[21]

## Спецпроекты
Помимо архитектуры и интерьеров, Борис Левянт увлекается проектированием яхт. Первая яхта Acico 74 была спущена на воду в начале января 2011 года. Ее длина — 65 футов, яхта рассчитана на 6 человек.